# Avril 1927

## Événements
- 1er avril : les autorités soviétiques prennent la décision d'éliminer tous les appareils étrangers de leur armée de l'air. Dans la foulée de cette décision (date non connue avec précision), premier vol du chasseur soviétique ANT-5.
- 12 avril, Chine : Tchang Kaï-chek lance l'offensive sur les syndicats procommunistes de Shanghai. Massacre de Shanghai et purge des éléments de gauche du Guomindang.
- 12 au 14 avril : un équipage américain (Chamberlain et Acosta) bat le record de durée de vol : 51 heures et 11 minutes, sur un « Bellanca-Wright ».
- 18 avril, Chine : exclu du Guomindang par Wang Jingwei, Tchang Kaï-chek forme à Nankin un gouvernement nationaliste modéré avec l'aile droite du parti.
- 24 avril : Targa Florio.
- 27 avril, Chine : lors du 5e congrès du Parti communiste chinois, auquel assiste une délégation du Komintern, l'alliance avec le Guomindang de gauche est maintenue.
- 28 avril : premier vol du Spirit of St. Louis.

## Naissances
- 1er avril : Jacques Mayol, apnéiste français († 22 décembre 2001).
- 2 avril : Ferenc Puskás, footballeur hongrois († 17 novembre 2006).
- 5 avril : 
  - Xavier Baronnet, évêque catholique française, jésuite, évêque émérite de Port-Victoria († 8 septembre 2012).
  - Thanin Kraiwichian, avocat et homme d'État thaïlandais († 23 février 2025).
- 10 avril : Marc'O, écrivain français († 11 juin 2025).
- 16 avril :
  - Joseph Ratzinger, 265e pape sous le nom de Benoît XVI († 31 décembre 2022).
  - John Chamberlain, sculpteur américain († 21 décembre 2011).
  - Peter Mark Richman, acteur américain († 14 janvier 2021).
- 17 avril :
  - Jacques Noyer, évêque catholique français, évêque émérite d'Amiens († 2 juin 2020).
  - Graziella Sciutti, cantatrice italienne († 9 avril 2001).
- 18 avril : Charles Pasqua, homme politique français  († 29 juin 2015).
- 20 avril : Phil Hill, pilote automobile américain, champion du monde de Formule 1 (1961).
- 22 avril : Laurel Aitken, chanteur de ska jamaïcain. († 17 juillet 2005).
- 25 avril : Albert Uderzo, dessinateur français  († 24 mars 2020).
- 26 avril : Robert Jammes, hispaniste français († 12 octobre 2020).
- 27 avril :
  - Coretta Scott King, Militante du mouvement des droits civiques et veuve de Martin Luther King, Jr († 30 janvier 2006).
  - Olivér György Dely, herpétologiste hongrois († 19 novembre 2003).
  - Connie Kay, batteur de jazz américain († 30 novembre 1994).
- Sal Mosca, pianiste de jazz américain († 28 juillet 2007).
- 30 avril : Fathima Beevi, magistrate et femme politique indienne († 23 novembre 2023).

## Décès
- 15 avril : Gaston Leroux, romancier français (° 6 mai 1868).
- 17 avril : Florence Carpenter Dieudonné, écrivaine américaine (° 25 septembre 1850).
- 20 avril : Enrique Simonet, peintre espagnol (° 2 février 1866).